# Ивановка (Полесский район)
Ивановка — посёлок в Полесском районе Калининградской области. Входит в состав Тургеневского сельского поселения.

## Население
| 2002 | 2010 |
| ---- | ---- |
| 115  | ↗153 |